# Fenoterol
Fenoterol ist ein Arzneistoff aus der Gruppe der β2-Sympathomimetika (engl. short acting beta agonists, abgekürzt SABA).
Fenoterol wird inhalativ zur Verhütung und Behandlung von Atemnot bei bestimmten Atemwegserkrankungen wie Asthma bronchiale oder COPD eingesetzt. Es bewirkt in der Lunge über die Bindung als Agonist an den β2-Adrenorezeptoren der Bronchialmuskulatur eine Weitstellung der Bronchien (Bronchodilatation). Die Wirkung setzt wenige Minuten nach Inhalation ein und hält drei bis fünf Stunden an. Fenoterol kann allein oder als Kombinationspräparat mit Ipratropiumbromid eingesetzt werden. Letzteres kommt vor allem bei schweren oder lebensbedrohlichen Asthmaanfällen zum Einsatz. Bei regelmäßiger Behandlung von Asthma mit Fenoterol oder anderen SABA wird durch die aktuelle Nationale Versorgungsleitlinie (NVL) zusätzlich eine entzündungshemmende Behandlung empfohlen. Zur Behandlung eines Asthmaanfalls bei Kindern oder Jugendlichen wird Fenoterol durch die NVL als weniger geeignet gesehen, da sich Unruhe und Angst verstärken können.  Neben der antiasthmatischen Wirkung wird Fenoterol im Sport auch als Dopingmittel verwendet. Es hat eine entspannende Wirkung auf die glatte Muskulatur und wirkt regenerativ.
Darüber hinaus wird Fenoterol unter dem Handelsnamen Partusisten ausschließlich intravenös zur kurzzeitigen Hemmung vorzeitiger Wehentätigkeit (Tokolyse) eingesetzt.

## Nebenwirkungen
Es können Nebenwirkungen wie Herzrasen, Zittern, Hyperaktivität, Unruhe und Schlaflosigkeit auftreten, insbesondere bei häufigem Einsatz und bei Kindern im Alter bis zu 12 Jahren.
Bei langfristiger Behandlung von Asthma bronchiale mit hohen und überhöhten Dosen Fenoterol oder anderen SABA wurden schwere Komplikationen der Grunderkrankung bis hin zu Todesfällen beobachtet. Der Grund dafür ist unklar. Es wird angenommen, dass eine unzureichende entzündungshemmende Behandlung der Grunderkrankung dafür verantwortlich ist. Da der häufige Gebrauch von SABA die Symptome des Asthmas überdeckt, ohne die Entzündung zu behandeln, erhöht sich das Risiko für eine Verschlechterung des Krankheitsbildes.
Bei Gabe von Fenoterol als Infusion können als Nebenwirkungen u. a. Tachykardie oder Angina Pectoris auftreten sowie die blutzuckersenkende Wirkung von Antidiabetika vermindert werden. Im Jahr 2013 wurde durch einen Rote-Hand-Brief mitgeteilt, dass für orale und rektale Fenoterolpräparate die Indikation für die Tokolyse gestrichen wurde und bei intravenöser Applikation auf eine maximale Gabe von 48 Stunden beschränkt ist. Grund dafür war die Beobachtung von schwerwiegenden, manchmal tödlichen Nebenwirkungen bei der Mutter und dem Fötus bzw. Neugeborenen.

## Stereoisomerie

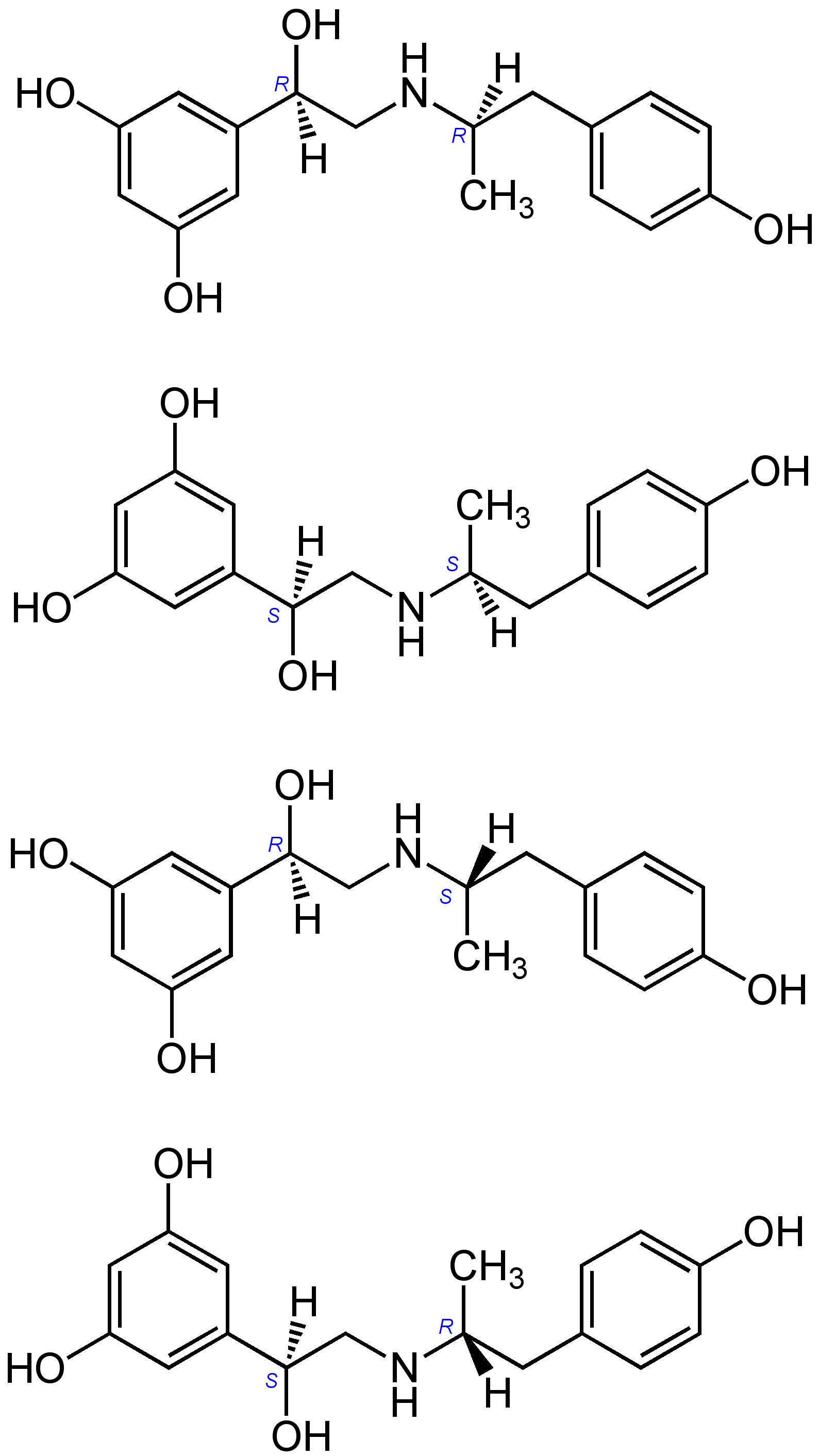
Die vier Stereoisomere des 1-(3,5-Dihydroxyphenyl)- 2-[-2-(4-hydroxyphenyl)- 2-propylamino]ethanols

Fenoterol enthält zwei Stereozentren. Folglich gibt es vier Stereoisomere. Als Arzneistoff kommt das (RR,SS)-Racemat zum Einsatz, da es 9- bis 20-fach effektiver ist als das (RS,SR)-Enantiomerenpaar.

## Handelsnamen
Monopräparate

Berotec (D, A, CH), Partusisten (D)

Kombinationspräparate

Berodual (D, A, CH), Berodualin (A)